# Kensington (Maryland)
Kensington é uma vila localizada no estado americano de Maryland, no Condado de Montgomery.

## Demografia
Segundo o censo americano de 2000, a sua população era de 1873 habitantes. Em 2006, foi estimada uma população de 1920, um aumento de 47 (2.5%).

## Geografia
De acordo com o United States Census Bureau, a localidade tem uma área de 1,3 km². Kensington localiza-se a aproximadamente 91 m acima do nível do mar.

## Localidades na vizinhança
O diagrama seguinte representa as localidades num raio de 4 km ao redor de Kensington.